# Club Atlético River Plate 1950
Questa voce raccoglie le informazioni riguardanti il Club Atlético River Plate nelle competizioni ufficiali della stagione 1950.

## Stagione
Ultima stagione di Muñoz, con Loustau e Labruna uno dei superstiti della Máquina che negli anni 1940 aveva raccolto svariati successi. In campionato arriva invece il quarto posto.

## Maglie e sponsor
| Casa | Trasferta |

## Rosa

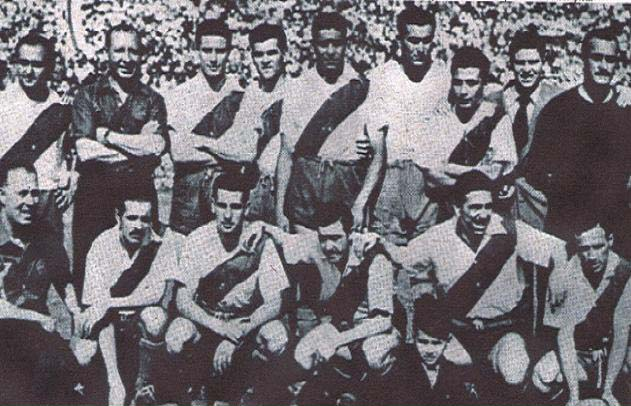
Un'altra formazione del River Plate del 1950: Yácono, Ferrari, Trillini, Soria, Carrizo, Díaz; Castro, Sánchez Lage, Gómez, Labruna, Loustau.

| N. |                      | Ruolo | Calciatore          |
| -- | -------------------- | ----- | ------------------- |
|    | Argentina (bandiera) | P     | Amadeo Carrizo      |
|    | Argentina (bandiera) | P     | Ángel Rocha         |
|    | Argentina (bandiera) | D     | Esteban Elevan      |
|    | Argentina (bandiera) | D     | Héctor Ferrari      |
|    | Argentina (bandiera) | D     | Santiago Kelly      |
|    | Argentina (bandiera) | D     | Lidoro Soria        |
|    | Argentina (bandiera) | D     | Octavio Trillini    |
|    | Argentina (bandiera) | D     | Norberto Yácono     |
|    | Argentina (bandiera) | C     | Carlos Castagno     |
|    | Argentina (bandiera) | C     | Carlos Alberto Díaz |
|    | Argentina (bandiera) | C     | Guillermo Fain      |
|    | Argentina (bandiera) | C     | Alfredo Ledesma     |
|    | Argentina (bandiera) | C     | José Ramos          |
|    | Argentina (bandiera) | C     | Juan Carlos Spada   |

| N. |                      | Ruolo | Calciatore          |
| -- | -------------------- | ----- | ------------------- |
|    | Argentina (bandiera) | A     | Manuel Barbeito     |
|    | Uruguay (bandiera)   | A     | Luis Ernesto Castro |
|    | Argentina (bandiera) | A     | Óscar Coll          |
|    | Argentina (bandiera) | A     | Roberto Coll        |
|    | Argentina (bandiera) | A     | Emilio Fizel        |
|    | Uruguay (bandiera)   | A     | Walter Gómez        |
|    | Argentina (bandiera) | A     | Ángel Labruna       |
|    | Argentina (bandiera) | A     | Félix Loustau       |
|    | Argentina (bandiera) | A     | Juan Carlos Muñoz   |
|    | Argentina (bandiera) | A     | Juan Negri          |
|    | Argentina (bandiera) | A     | Eliseo Prado        |
|    | Argentina (bandiera) | A     | José Sánchez Lage   |
|    | Argentina (bandiera) | A     | Roberto Zárate      |

## Statistiche

### Statistiche di squadra
| Competizione | Punti | Totale | Totale | Totale | Totale | Totale | Totale | DR  |
| Competizione | Punti | G      | V      | N      | P      | Gf     | Gs     | DR  |
| ------------ | ----- | ------ | ------ | ------ | ------ | ------ | ------ | --- |
| PD           | 38    | 34     | 15     | 8      | 11     | 68     | 57     | +11 |
| Totale       | -     |        |        |        |        |        |        | -   |